# Рукая бінт Мухаммед
Рукая бінт Магомет (араб. رقية بنت محمد) — одна з дочок пророка Магомета та Хадіджі. Вона народилася коли батькові було коло 33 років. Дружина майбутнього третього праведного халіфа Османа ібн Аффана

## Життєпис
Ще до початку пророчої місії Магомета, Рукая була заручена з Утбою, сином запеклого ворога ісламу Абу Лагаба. Після початку проповідницької діяльності Магомета мати Утби і сам Абу Лагаб наполягли на розлученні свого сина з Рукаєю. Після цього Магомет видав свою доньку за Османа ібн Аффана.
Рукая разом зі своїм чоловіком була серед перших переселенців-мусульман до Ефіопії. Там у неї народилася єдина дитина — син Абдулла, який згідно з переданням помер у шестирічному віці.
Пізніше вона повернулася до Мекки і разом з іншими мусульманами здійснила переселення (хіджру) до Медини.
Напередодні битви при Бадрі вона тяжко захворіла. Тому Магомет дозволив її чоловікові Осману не виступати у військовий похід. Рукая померла після того, коли звістка про перемогу мусульман у битві дійшла до Медини. Її поховали на відомому цвинтарі Бакі в Медині, який знаходився коло Мечеті пророка.
Після смерті Рукаї Магомет видав за Османа ібн Аффана свою іншу доньку — Умм Кульсум